# Candás Club de Fútbol
El Candás Club de Fútbol es un club de fútbol español de la localidad de Candás, capital del concejo asturiano de Carreño. Fue fundado en 1948 y milita en la Primera Asturfútbol. Juega sus partidos en el campo de La Mata, con una capacidad aproximada para 3000 espectadores.

## Historia

### Fundación
Desaparecido el antiguo Canijo Fútbol Club Sociedad Deportiva, Candás permaneció sin fútbol federado durante seis temporadas, lapso de tiempo comprendido entre la campaña 1941-42, última en la que figuró en competiciones oficiales el histórico Canijo, y 1947-48. La inexistencia entonces en la villa de un club federado en el que poder competir, hizo que muchos jóvenes futbolistas locales acabaran enrolados en conjuntos vecinos, como el Real Avilés, la Cultural Deportiva de Aboño o el Club Marino de Luanco. En la primavera de 1948, una selección de jugadores de Candás disputó un amistoso en Campo Valdés ante el Club Marino de Luanco. Los candasinos lograron un meritorio empate a dos goles ante un club que llevaba ya trece años federado, causando además buena impresión. El resultado conseguido, la imagen dada, y los seis años de inactividad deportiva en el pueblo fueron suficientes para desatar una euforia futbolera que David Pérez-Sierra narra así: 

La buena impresión causada en términos generales en la villa vecina colmó el vaso de la euforia que pedía un club federado: Luis Prendes hizo aparecer en la pantalla del Teatro Apolo un letrero que decía "Queremos campo": efecto inmediato, Manuel Pérez Vega, presidente honorario del club en flor. Se formaliza precipitadamente una directiva (en buen entendimiento con la Comisión de Festejos) y se inscribe en la Federación Astur-Montañesa el Candás C.F., uniforme: camiseta rojiblanca, pantalón azul
David Pérez-Sierra

Creado el club, se dota a continuación a la institución de sus símbolos, conformándose un escudo dividido en dos cuarteles, el primero con un pino, y con una serpiente y un cuervo en las ramas de su copa, y sobre el tronco cuatro lanzas apoyadas, cuartel propio del escudo de armas de la familia González Villar, con solar en Candás, en La Baragaña; el segundo cuartel con los colores rojiblancos. Corona el escudo un balón de correa antiguo, y sobre él una banda con la leyenda Candás Club de Fútbol. Algunas versiones antiguas del escudo del club añaden al cuartel de los colores rojiblancos tres tablas en plata propias del escudo de Candamo, inspirándose en un curioso error de la Enciclopedia Universal Ilustrada de la editorial Espasa-Calpe, que a comienzos del siglo XX atribuyó el escudo de aquel concejo a Candás.
El 27 de agosto de 1948 el diario Voluntad saludaba al nuevo club de la siguiente manera: 

¡Ahí está ya el Candás! Para reverdecer las glorias del histórico Canijo. La afición futbolística candasina, y con ella todos los candasinos de "pura cepa", estamos de enhorabuena. Al fin, y gracias al entusiasmo de unos cuantos aficionados, entre los que es justo destacar a Candasu, alma del fútbol candasino, antes y ahora, y antiguo preparador y jugador de aquel inolvidable Canijo F.C., es una realidad la continuación oficial de la práctica del balompié en Candás. Penosas y laboriosas fueron las gestiones que hubieron de vencer para conseguir un terreno apropiado donde instalar el campo de deportes, y vencidas aquéllas, leemos con satisfacción que el Candás C.F., "heredero" del Canijo F.C., ha sido dado de alta en la Federación Astur-Montañesa-Leonesa de Fútbol, y que en la temporada que se avecina defenderá el pabellón deportivo candasino, militando en segunda categoría, a la que ascendió brillantemente, por méritos propios, durante la temporada 1935-36. Esperamos que el Candás C.F. sea digno de su antecesor y esperamos también que la afición candasina le preste el mismo apoyo económico y el entusiasmo que prestaba a su antiguo y querido equipo. ¡Con qué alegría recordamos aquel desbordamiento de entusiasmo en el campo de La Cruz y en los campos gijoneses! ¿Y quién no recuerda con emoción aquellas caravanas de aficionados entre las que abundaba el "sexo débil" y no pocos "rapacines" y más de algún "vieyín" que desafiando las inclemencias del tiempo se trasladaban desde Candás a Gijón para ver jugar y animar a su equipo? En los medios deportivos gijoneses ha sido acogida con entusiasmo la reaparición del equipo de Candás, y es que aún se recuerda entre la afición gijonesa las actuaciones del Canijo en los campos de La Florida, Jovellanos, Viesques y Cerillero, durante aquellos campeonatos de tercera categoría regional, en los que llegó a ser el "gallito" entre equipos que, como el desaparecido Betis, Sport-Junior, Arenal y Calzada, eran merecedores de jugar hoy en Tercera División. Y ahora permítasenos un consejo, aunque no lo creemos necesario, a la afición candasina: es necesario que ésta preste al flamante Candás C.F. todo su apoyo material y moral, no debe olvidar que muchos, tal vez la mayoría de los titulares del equipo candasino que cuentan con clase y grandes facultades, saldrán por primera vez a un campo de fútbol para tomar parte en torneo oficial, y que por los mismo debe alentarles en todo momento, sin tener en cuenta algún revés deportivo que pudieran tener. Nosotros, los aficionados candasinos que residimos en Gijón, esperamos impacientemente la presentación aquí del Candás C.F. para unir nuestros aplausos, nuestro entusiasmo y nuestro modesto apoyo económico a los de la afición candasina -JOSGHE.
Diario Voluntad

### Primera temporada: 1948-49
El Candás arranca, por tanto, en Segunda categoría regional, sin necesidad de verse en la obligación de hacerlo en Tercera, al ser capaz de dar satisfacción a una de las exigencias más importantes que la Federación imponía a los nuevos clubes: disponer de un terreno de juego -La Cruz en este caso- para su uso exclusivo. Queda el equipo encuadrado en el grupo gijonés de Segunda Regional, compartiendo viaje con los doce clubes siguientes: Ceares, Natahoyo, Vega, Carreñina, Granda, Arenal, Forgi y Cantábrico, equipos todos ellos de Gijón; Carbayedo y Elemento, clubes avilesinos; Cultural Deportiva de Aboño, de Carreño, y Marino, de Gozón. El campeonato de Liga arrancó el 12 de septiembre de 1948, enfrentándose el Candás al Granda en La Cruz en la primera jornada de competición. Las peculiares características del campo de fútbol de Candás se dejaron notar ya aquel día. Jugando a favor de viento, pero sobre todo a favor de cuesta, el Candás logró al descanso un concluyente 4-0, que tras la disputa de la segunda mitad se quedó en un 4-2 que otorgaba a los colores rojiblancos los dos primeros puntos de su historia. Los candasinos supieron exprimir bien las condiciones de su terreno de juego durante toda la primera vuelta del campeonato: el Candás disputó seis partidos como local, venciendo en cinco ocasiones -Granda por 4-2, Cantábrico por 3-1, Forgi por 6-2, Natahoyo por 3-1 y Carbayedo por 1-0- y cediendo los puntos sólo en una oportunidad, en la octava jornada de Liga, el 31 de octubre de 1948, al caer derrotados ante el Vega por 4-5. Por el contrario, la cosecha de puntos a domicilio fue más bien escasa. En la segunda jornada de Liga, el Candás salió goleado de Aboño por 5-1, marcando el resultado una tendencia a domicilio que se mantuvo durante toda la primera vuelta. Los rojiblancos perdieron todos los partidos que disputaron lejos de casa en esta primera parte del campeonato, con la salvedad del que sirvió para cerrar precisamente la primera vuelta de Liga en Avilés ante el Elemento, lográndose en el campo de San Cristóbal los dos primeros positivos de la temporada. Quince días antes de esta victoria a domicilio, Marino y Candás disputaron en Campo Valdés el primer choque de rivalidad entre ambos de la historia. Los puntos quedaron en casa, al superar el club luanquín al Candás por 7-3, resarciéndose el cuadro rojiblanco de la goleada a la semana siguiente, cuando en La Cruz cayó de penalti el Carbayedo, líder indiscutible de la competición durante la práctica totalidad de la misma, y futuro campeón de Liga en marzo de 1949. Fuerte en La Cruz y ya con cierta regularidad a domicilio, el Candás de la segunda vuelta se asienta en zona templada y llega a mirar de reojo a los dos primeros puestos de la tabla, clasificatorios para la fase de ascenso a Primera categoría. Un rival directo, el Ceares, liquida el 6 de febrero de 1949 con un 0-3 en La Cruz cualquier posibilidad de aspirar a algo más que a una muy meritoria clasificación en el primer año de vida del club. Los choques de rivalidad en este segundo tramo liguero se disputaron los días 19 de diciembre de 1948, con victoria en La Cruz por 4-3 ante el Cultural Deportiva de Aboño, y 20 de febrero de 1949, con empate a un gol ante el Marino de Luanco. Clasificado finalmente en mitad de tabla, el Candás disputa en primavera la Copa Federación, torneo que se jugaba inmediatamente después que el de Liga. Se comparte grupo con Hispania -campeón, y equipo de Primera categoría-, Cantábrico, Marino, Aboño y Forgi. El Candás se clasifica segundo, ganando los dos partidos disputados ante el Marino de Luanco, y mostrando un rodaje ya como conjunto que confirmaría con la espectacular campaña firmada en la liga 1949-50.

### Mejores logros
La máxima categoría alcanzada ha sido la Tercera División, en la que ha militado en 26 campañas, la última vez fue en la 2013-14. Categoría en la que su mejor clasificación ha sido el tercer puesto, logrado en tres ocasiones: 1966-67, 1967-68 y 2008-09. Disputando la promoción de ascenso a Segunda División B por primera y única vez. Siendo eliminados en primera ronda por el Club Deportivo Tropezón, tras perder en Tanos por 3-2 y en la vuelta en La Mata por 0-2.
En la temporada 1971-72 disputó por única vez la competición copera, denominada "Campeonato de España Copa de Su Excelencia el Generalísimo" en aquellos años. Cayendo en la 1.ª ronda previa ante el cuadro coruñés del Fabril Deportivo. Tras un empate a un gol en Candás (gol de Tonín), en la vuelta fue superado por 3-1 (gol de Cabichu) en la prórroga, tras finalizar los noventa minutos reglamentarios con empate a un gol.
El 29 de abril de 1956, en el estadio de Buenavista en Oviedo, tras derrotar por 2-0 (goles de Tivo e Iriondo) al Club Condal de Noreña, se proclamó campeón del Campeonato de Asturias de Aficionados.
En 2010 consiguió el título más importante hasta el momento, como fue el ganar la final autonómica de la Copa Real Federación Española de Fútbol, tras vencer al Unión Popular de Langreo por 2-0, con goles de Jorgito y Madeira, en la final disputada en el estadio Carlos Tartiere. Aquella temporada el equipo era entrenado por el exinternacional y entrenador de Primera División, Abelardo Fernández.

## Uniforme
- Uniforme titular: camiseta a franjas rojiblancas verticales, pantalón azul y medias rojas.
- Uniforme alternativo: camiseta con degradado de azul y cuello en rojo; pantalón rojo y medias azules.

## Campo
El Candás juega en el campo de La Mata desde 1962, cuyo terreno de juego es de hierba natural y tiene unas dimensiones de 100x66 m. Dispone de una tribuna lateral, cubierta, con capacidad para un millar de personas, 640 de ellas sentadas, y con otra grada descubierta ubicada en uno de los fondos. Recibe su nombre del presidente del club desde 1963 a 1966: José Ramón Fernández González "Pepe la Mata".
Hasta 1962 el Candás jugaba en el terreno que usaba el Canijo Fútbol Club, el campo de La Cruz.

## Trofeo Santísimo Cristo de Candás
El club organiza, coincidiendo con las fiestas patronales de Candás, el "Trofeo Santísimo Cristo de Candás". Del que ya se llevan disputadas más de cuarenta ediciones y que los rojiblancos han ganado en varias ocasiones.

## Datos del club

### Trayectoria en competiciones nacionales
- Temporadas en Primera División: 0
- Temporadas en Segunda División: 0
- Temporadas en Primera Federación: 0
- Temporadas en Segunda Federación: 0
- Temporadas en Tercera: 26
- Participaciones en Copa del Rey: 1 (1971-72).

### Récords (Tercera)
- Mejor clasificación: 3.º (3 veces): 1966-67, 1967-68 y 2008-09.
- Mayor racha sin perder: 18 partidos (jornada 17.ª a 34.ª temporada 2009-10)
- Mayor racha sin perder en casa: 22 partidos (jornada 17.ª de la temporada 2009-10 hasta la jornada 24.ª de la temporada 2010-11)

## Palmarés

### Torneos autonómicos
- Copa de la Real Federación Española de Fútbol (Fase asturiana) (1): 2010-11.
- Campeonato de Asturias de Aficionados (1): 1955-56.
- Regional Preferente de Asturias (1): 1989-90.
- Subcampeón de la Primera Regional de Asturias (3): 1985-86, 2001-02 y 2005-06.
- Segunda Regional de Asturias (1): 1956-57.

### Trofeos amistosos
- Trofeo Gómez Lozana (13): 1977, 1983, 1984, 1986, 1987, 1997, 1999, 2000, 2006, 2009, 2010, 2011 y 2018.
- Trofeo de La Sardina (2): 2013 y 2018.
- Trofeo San Félix (1): 2013.
- Trofeo San Roque (Podes) (1): 2023.